# Qemal Butka
Qemal Butka (ur. 1907 w Butkë, zm. 28 listopada 1997 w Tiranie) – albański architekt i inżynier, burmistrz Tirany w latach 1935-1936.

## Życiorys
Jego ojciec Selmni zginął podczas I wojny światowej, opiekę nad Qemalem przejął jego wuj, Sali Butka. W wieku 11 lat Qemal wyjechał z kuzynem Safetem do Austrii, gdzie ukończył szkołę średnią w Linzu i ukończył studia na Uniwersytecie Technicznym w Wiedniu z dziedziny architektury i inżyniernii.
Na początku lat 30. wrócił do Albanii, gdzie w Tiranie projektował między innymi budynki mieszkalne, budynek Biblioteki Narodowej w Tiranie i na zlecenie króla Zoga I Mauzoleum Nëna Mbretëreshë.
Od 21 października 1935 do 7 listopada 1936 był burmistrzem Tirany.
W 1939 roku przeniósł się do Stambułu, gdzie mieszkał do 1943 roku; przez dwa lata mieszkał w Kairze, następnie wrócił do Stambułu. W 1958 roku wyemigrował do Stanów Zjednoczonych, gdzie mieszkał początkowo w Detroit, a po kilku miesiącach przeniósł się do Nowego Jorku.
Jako obywatel Stanów Zjednoczonych próbował kilkakrotnie odwiedzić Albanię, jednak komunistyczne władze Albanii nie zezwoliły mu na wstęp. Dopiero w 1987 roku, po śmierci Envera Hodży, władze albańskie zezwoliły Butce na wstęp, a w 1990 roku na stałe wrócił do Albanii.

## Zaprojektowane budynki
- Biuro Finansów w Stambule[1]
- Boston Architectural College[1]
- budynek Biblioteki Narodowej Albanii[3][2]
- budynek siedziby Okręgu Korcza[2]
- budynek siedziby NASA[1]
- centrum handlowe w Syrakuzach[1]
- Mauzoleum Nëna Mbretëreshë[1][3]
- One Astor Plaza[1]
- Pałac Sportu w Stambule[1]
- Pomnik Wolności Narodowej[2]
- Port lotniczy Johna F. Kennedy’ego w Nowym Jorku[1]
- Stadion Olimpijski w Atenach[1]
- Twin Towers (wieżowce wchodzące w skład World Trade Center)[1]

## Życie prywatne
W 1949 roku poślubił w Stambule Xhelilę Berku, której ojciec, Qamili, był osobistym lekarzem prezydenta Turcji Mustafy Kemala Atatürka.